# سوبيندر وريش
سوبيندر وريش (بالإنجليزية: Supinder Wraich)‏ (من مواليد 3 نوفمبر 1986 في تشانديجارف، الهند) هي ممثلة كندية. اشتهرت بأدوارها البطولية في سلسلة الويب إرشادات، والتي فازت فيها بجائزة كندي سكرين أوردس للأداء في برنامج أو سلسلة تم إنتاجها للوسائط الرقمية في حفل توزيع جوائز الشاشة الكندية الثالثة.

## روابط خارجية
- سوبيندر وريش على موقع IMDb (الإنجليزية)
- سوبيندر وريش على موقع ألو سيني (الفرنسية)
- سوبيندر وريش على موقع أول موفي (الإنجليزية)
- سوبيندر وريش على موقع قاعدة بيانات الفيلم (الإنجليزية)
- سوبيندر وريش على موقع كينوبويسك (الروسية)